# Devota de Còrsega
Devota de Còrsega (Lucciana, Còrsega, 283 - Mariana, Còrsega, 304) va ésser una jove corsa, màrtir per la seva fe cristiana. És venerada com a santa a tota la cristiandat.

## Biografia
Se'n sap molt poc de la vida. Devota nasqué cap al 283 a Lucciana i visqué tota la vida a Mariana, a la mateixa illa de Còrsega.
Va consagrar la seva vida a Déu, però en 304, durant les persecucions de Dioclecià fou acusada i detinguda per cristiana, empresonada i torturada fins a la mort. El seu cos fou recollit per un prevere anomenat Bennat, per donar-li sepultura.
Embarcà rumb a l'Àfrica, però una tempesta desvià el vaixell fins a Les Gaumates, avui al Principat de Mònaco, al municipi de la Condamina. Segons una llegenda pietosa, un colom blanc eixí del cos de la màrtir i indicà als homes el camí. Un cop desembarcats, el 27 de gener de 312, trobaren un roser florit, tot i ésser hivern. En aquell lloc fou dipositat el cos de la jove i s'hi construí una capella, origen de l'actual temple.
Santa Devota és patrona de Còrsega, de les ciutats de Mariana i Lucciana i del Principat de Mònaco. També és la santa patrona de la dinastia Grimaldi, sobirans de Mònaco des del segle xiii.

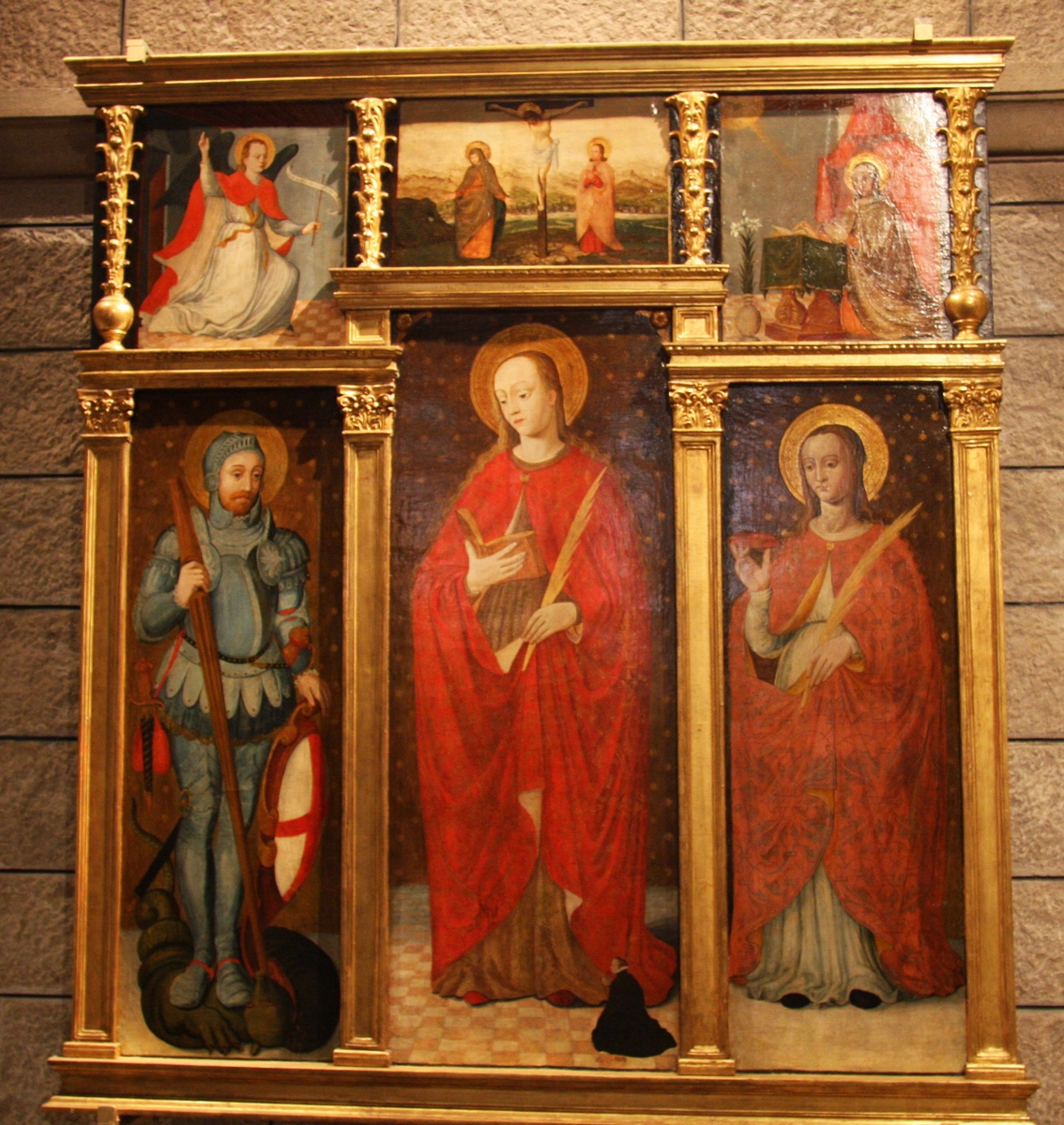
Tríptic de Santa Devota, s. XV (Mònaco, St. Nicholas)
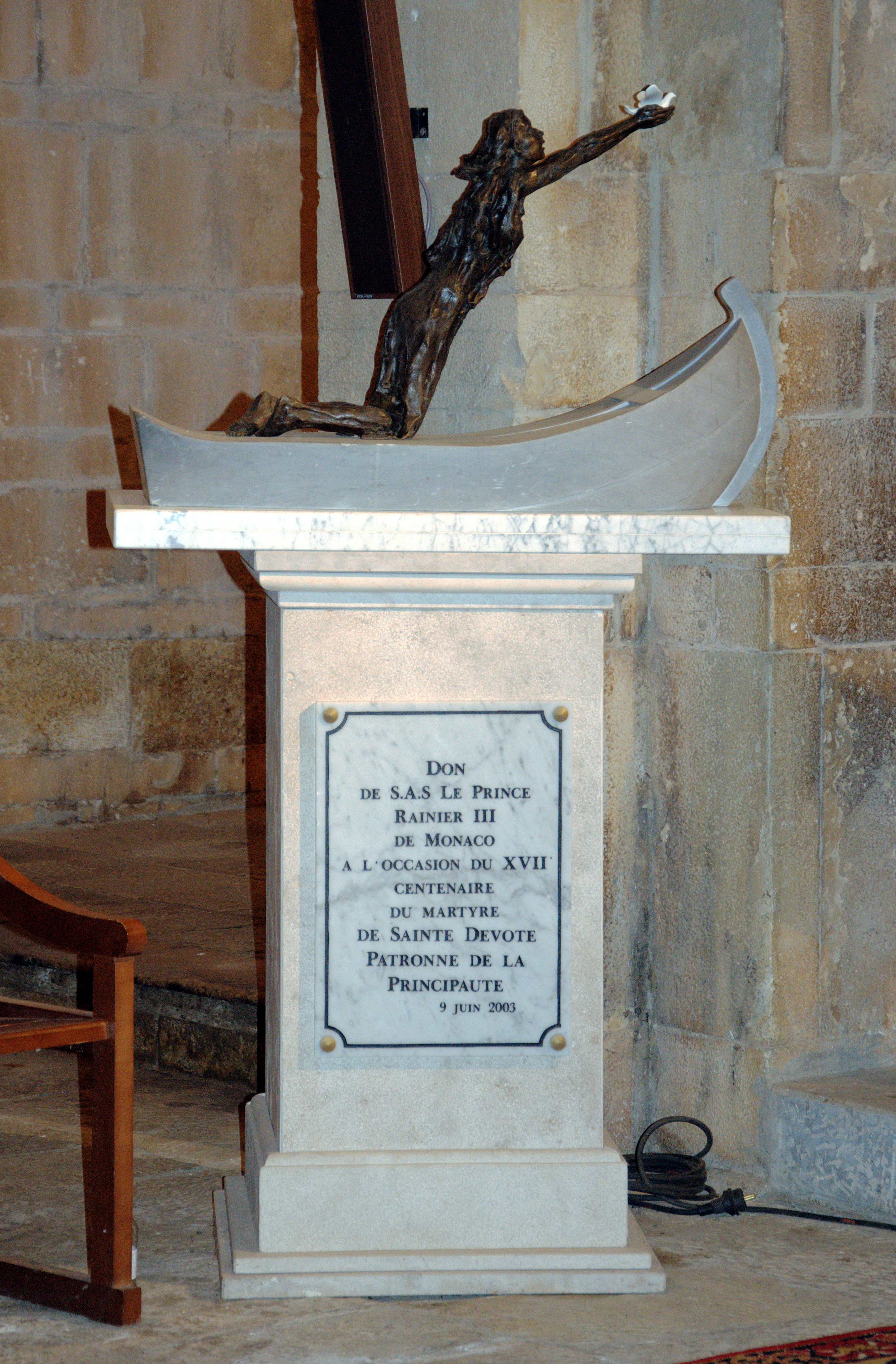
Escultura amb la santa a Mariana (Còrsega)
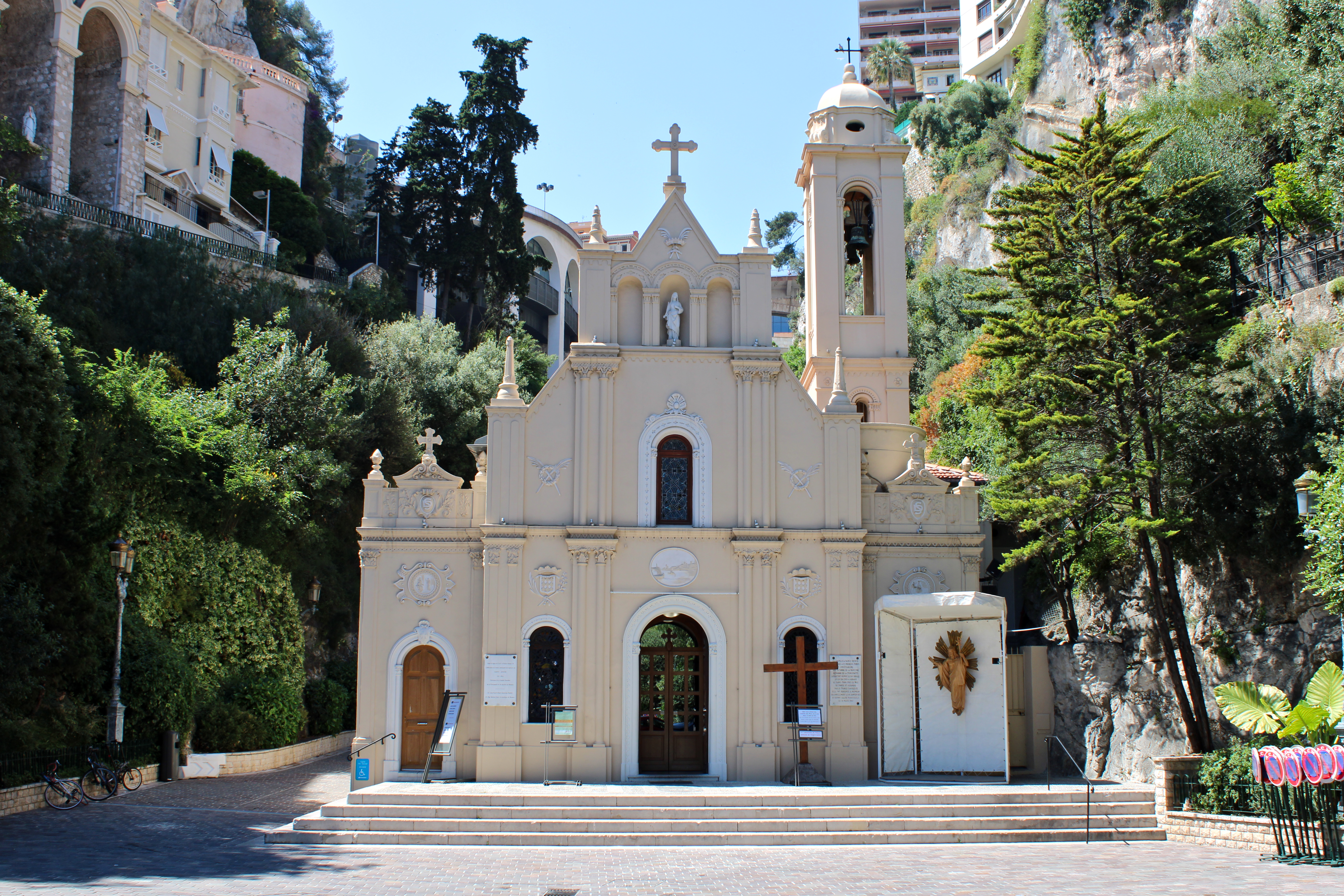
Capella de Santa Devota (Mònaco)
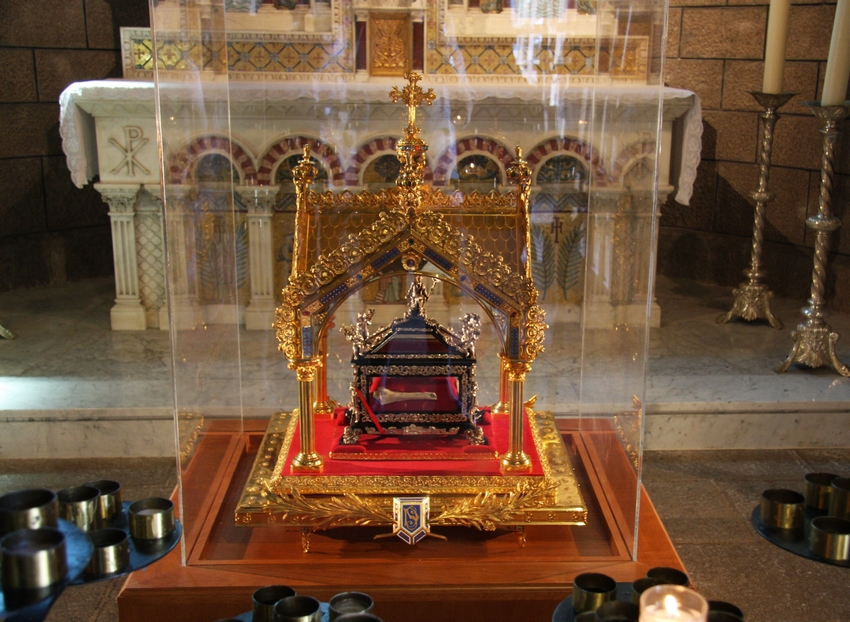
Relíquia de la santa a la catedral de S. Nicolau de Mònaco